# Teleogryllus oceanicus
Teleogryllus oceanicus är en insektsart som först beskrevs av Le Guillou 1841.  Teleogryllus oceanicus ingår i släktet Teleogryllus och familjen syrsor. Inga underarter finns listade i Catalogue of Life.